# هونج مون-جونغ
هونج مون-جونغ هو سياسي كوري جنوبي، ولد في 5 أبريل 1955 في يانغجو في كوريا الجنوبية. نشط حزبياً في الحزب الوطني الكبير (يونيو 2019 – يونيو 2019).

## مناصب
- انتخب عضو الجمعية الوطنية الكورية الجنوبية  [لغات أخرى]‏ عن دائرة  خلال فترته النيابية  [لغات أخرى]‏ (30 مايو 2016 – 29 مايو 2020).
- انتخب عضو الجمعية الوطنية الكورية الجنوبية  [لغات أخرى]‏ عن دائرة  خلال فترته النيابية  [لغات أخرى]‏ (30 مايو 2012 – 29 مايو 2016).
- انتخب عضو الجمعية الوطنية الكورية الجنوبية  [لغات أخرى]‏ خلال فترته النيابية  [لغات أخرى]‏ (25 أبريل 2003 – 29 مايو 2004).
- انتخب عضو الجمعية الوطنية الكورية الجنوبية  [لغات أخرى]‏ خلال فترته النيابية  [لغات أخرى]‏ (30 مايو 1996 – 29 مايو 2000).